# Beetlejuice (musical)
Beetlejuice The Musical. The Musical. The Musical., o simplemente Beetlejuice, es un musical con música y letra de Eddie Perfect y libreto de Scott Brown y Anthony King. Está basado en la película de 1988 del mismo título. La historia trata sobre una pareja fallecida que intenta atormentar a los nuevos habitantes de su antigua casa y pide ayuda a un fantasma bioexorcista astuto llamado Betelgeuse (en honor a la estrella; el nombre a menudo siendo escrito como "Beetlejuice"), quien es invocado al decir su nombre tres veces. Uno de los nuevos habitantes es una joven, Lydia, que está lidiando con la muerte de su madre y su padre negligente.
El musical tuvo una prueba en el Teatro Nacional de Washington, D. C., en octubre de 2018, antes de estrenarse en Broadway en el Winter Garden Theatre el 25 de abril de 2019. Es producido por Warner Bros. Theatre Ventures (una unidad del propietario de la franquicia, Warner Bros.). Debido a la pandemia de COVID-19, el espectáculo tuvo su última función en el Winter Garden el 10 de marzo de 2020. Se reabrió en el Marquis Theatre de Broadway el 8 de abril de 2022 y cerró el 8 de enero de 2023; una gira nacional de la producción en Estados Unidos comenzó en diciembre de 2022.

## Antecedentes
En 2016, se informó que se estaba preparando una adaptación musical de la película de 1988 Beetlejuice (dirigida por Tim Burton y protagonizada por Geena Davis como Barbara Maitland, Alec Baldwin como Adam Maitland, Winona Ryder como Lydia Deetz y Michael Keaton como Beetlejuice), dirigida por Alex Timbers y producida por Warner Bros., luego de una lectura con Christopher Fitzgerald en el papel principal. En marzo de 2017, se informó que el comediante musical australiano Eddie Perfect escribiría la música y la letra, y Scott Brown y Anthony King escribirían el libro del musical, y que se realizaría otra lectura en mayo, con Kris Kukul como director musical. El musical tuvo tres lecturas y dos talleres con Alex Brightman en el papel principal, Sophia Anne Caruso como Lydia Deetz, y Kerry Butler y Rob McClure como los Maitland.

## Premios y nominaciones

### Producción de Broadway
| Año  | Premio                      | Categoría                                                     | Nominado                                                      | Resultado |
| ---- | --------------------------- | ------------------------------------------------------------- | ------------------------------------------------------------- | --------- |
| 2019 | Premios Tony                | Mejor musical                                                 | Mejor musical                                                 | Nominado  |
| 2019 | Premios Tony                | Mejor guion de un musical                                     | Scott Brown & Anthony King                                    | Nominados |
| 2019 | Premios Tony                | Mejor banda sonora original                                   | Eddie Perfect                                                 | Nominado  |
| 2019 | Premios Tony                | Mejor actor principal en un musical                           | Alex Brightman                                                | Nominado  |
| 2019 | Premios Tony                | Mejor diseño escénico en un musical                           | David Korins                                                  | Nominado  |
| 2019 | Premios Tony                | Mejor diseño de vestuario en un musical                       | William Ivey Long                                             | Nominado  |
| 2019 | Premios Tony                | Mejor diseño de iluminación en un musical                     | Kenneth Posner & Peter Nigrini                                | Nominados |
| 2019 | Premios Tony                | Mejor diseño de sonido                                        | Peter Hylenski                                                | Nominado  |
| 2019 | Outer Critics Circle Awards | Diseño de escenografía destacado (obra o musical)             | David Korins                                                  | Ganador   |
| 2019 | Outer Critics Circle Awards | Diseño de vestuario destacado (obra o musical)                | William Ivey Long                                             | Nominado  |
| 2019 | Outer Critics Circle Awards | Diseño de proyección destacado (obra o musical)               | Peter Nigrini                                                 | Nominado  |
| 2019 | Outer Critics Circle Awards | Mejor Actriz Destacada en un Musical                          | Leslie Kritzer                                                | Nominada  |
| 2019 | Drama League Awards         | Premio del Fundador a la Excelencia en la Dirección           | Alex Timbers                                                  | Ganador   |
| 2019 | Drama League Awards         | Producción destacada de un musical de Broadway o Off-Broadway | Producción destacada de un musical de Broadway o Off-Broadway | Nominado  |
| 2019 | Drama League Awards         | Premio al desempeño distinguido                               | Alex Brightman                                                | Nominado  |
| 2019 | Drama League Awards         | Premio al desempeño distinguido                               | Leslie Kritzer                                                | Nominada  |
| 2019 | Drama Desk Awards           | Mejor Actriz Destacada en un Musical                          | Leslie Kritzer                                                | Nominada  |
| 2019 | Drama Desk Awards           | Libro destacado de un musical                                 | Scott Brown & Anthony King                                    | Nominados |
| 2019 | Drama Desk Awards           | Diseño destacado excepcional para un musical                  | David Korins                                                  | Ganador   |
| 2019 | Drama Desk Awards           | Diseño de vestuario destacado para un musical                 | William Ivey Long                                             | Nominado  |
| 2019 | Drama Desk Awards           | Diseño de destacado excepcional                               | Peter Nigrini                                                 | Nominado  |
| 2019 | Drama Desk Awards           | Diseño de peluca y cabello destacado                          | Charles G. LaPointe                                           | Nominado  |
| 2019 | Drama Desk Awards           | Diseño de marionetas destacado                                | Michael Curry                                                 | Nominado  |
| 2019 | Theatre World Awards        | Debut Destacado en un Escenario de la Ciudad de Nueva York    | Sophia Anne Caruso                                            | Ganadora  |